# 尾島町 (太田市)
尾島町（おじまちょう）は、群馬県太田市にある地名（町丁）。郵便番号は370-0401。

## 概要
尾島地区にある町丁。

## 地理

### 近隣町丁
- 下田島町
- 亀岡町
- 阿久津町
- 岩松町

## 世帯数と人口
2022年（令和4年）3月31日現在の世帯数と人口は以下の通りである。
| 町丁   | 世帯数  | 人口   |
| ------ | ------- | ------ |
| 尾島町 | 516世帯 | 1112人 |

## 交通

### 鉄道
町内に鉄道は通っていない。

### 道路
- 群馬県道142号綿貫篠塚線
- 群馬県道311号新田上江田尾島線
- 群馬県道・埼玉県道275号由良深谷線

## 施設
- ローソン太田尾島町店
- 群馬銀行尾島支店